# Zjemnění rozkladu
Zjemnění rozkladu je matematický pojem z oboru teorie množin, který umožňuje uspořádání množiny všech rozkladů určité pevně dané množiny.

## Definice
Předpokládejme, že jsou {\displaystyle R_{1}\,\!} a {\displaystyle R_{2}\,\!} dva rozklady množiny  {\displaystyle X\,\!} (množina podmnožin množiny {\displaystyle X\,\!} je rozklad, pokud její sjednocení je rovno {\displaystyle X\,\!} a každé dva její prvky jsou disjunktní množiny).
Řekneme, že rozklad {\displaystyle R_{1}\,\!} je zjemněním rozkladu {\displaystyle R_{2}\,\!}, pokud {\displaystyle R_{1}\,\!} vznikl z {\displaystyle R_{2}\,\!} rozdělením některých jeho množin na podmnožiny. Přesněji zapsáno

{\displaystyle (\forall a\in R_{1})(\exists b\in R_{2})(a\subseteq b)\,\!}
Tuto skutečnost zapisujeme symbolem {\displaystyle R_{1}\ll R_{2}\,\!} .

## Příklady
Uvažujme o rozkladech množiny {\displaystyle \omega \,\!} všech přirozených čísel.
- Rozklad na všechny jednoprvkové podmnožiny {\displaystyle \omega /id=\{\{0\},\{1\},\{2\},\ldots \}\,\!} je nejjemnější rozklad množiny {\displaystyle \omega \,\!} – pro každý jiný rozklad {\displaystyle R\,\!} platí
{\displaystyle \omega /id\ll R\,\!} .
- Rozklad množiny {\displaystyle \omega \,\!} na jednu jedinou množinu obsahující všechny prvky {\displaystyle \omega \,\!}, značenou {\displaystyle R_{1}=\{\omega \}\,\!}, je nejhrubší rozklad množiny {\displaystyle \omega \,\!} – pro každý jiný rozklad {\displaystyle R\,\!} platí
{\displaystyle R\ll R_{1}\,\!} .
- Je-li {\displaystyle R_{n}\,\!} rozklad {\displaystyle \omega \,\!} na zbytkové třídy po dělení číslem n (tj. například {\displaystyle R_{3}=\{\{0,3,6,\ldots \},\{1,4,7,\ldots \},\{2,5,8,\ldots \}\}\,\!}), pak platí, že {\displaystyle R_{a}\ll R_{b}\,\!} , právě když b dělí a. Například {\displaystyle R_{8}\ll R_{4}\ll R_{2}\ll R_{1}\,\!} nebo {\displaystyle R_{1500}\ll R_{30}\,\!} .

## Zjemnění jako uspořádání
Dá se poměrně snadno ověřit, že relace {\displaystyle \ll \,\!} je neostré uspořádání množiny {\displaystyle R(X)\,\!} všech možných rozkladů množiny {\displaystyle X\,\!}. Určitě se ale nejedná o lineární uspořádání – pokud se vrátíme k předchozímu příkladu, tak neplatí ani {\displaystyle R_{2}\ll R_{3}\,\!}, ani {\displaystyle R_{3}\ll R_{2}\,\!}.

### Příklad množiny všech rozkladů
Uvažujme o tříprvkové množině {\displaystyle X=\{1,2,3\}\,\!}. Tato množina má celkem pět rozkladů {\displaystyle R(X)=\{R_{a},R_{b},R_{c},R_{d},R_{e}\}\,\!}, kde
- {\displaystyle R_{a}=\{\{1\},\{2\},\{3\}\}\,\!}
- {\displaystyle R_{b}=\{\{1,2\},\{3\}\}\,\!}
- {\displaystyle R_{c}=\{\{1,3\},\{2\}\}\,\!}
- {\displaystyle R_{d}=\{\{2,3\},\{1\}\}\,\!}
- {\displaystyle R_{e}=\{\{1,2,3\}\}\,\!}

Je vidět, že 
- {\displaystyle R_{a}\ll R_{b}\ll R_{e}\,\!}
- {\displaystyle R_{a}\ll R_{c}\ll R_{e}\,\!}
- {\displaystyle R_{a}\ll R_{d}\ll R_{e}\,\!}
- {\displaystyle R_{b},R_{c},R_{d}\,\!} nelze porovnat

## Vztah rozkladů a ekvivalencí
Jak je uvedeno v článku Ekvivalence (matematika), odpovídá každý rozklad na množině {\displaystyle X\,\!}  vzájemně jednoznačně nějaké ekvivalenci na množině {\displaystyle X\,\!}.
Je-li {\displaystyle R\,\!} rozklad a {\displaystyle \sim _{R}\,\!} jemu odpovídající ekvivalence, potom R je shodný s množinou tříd ekvivalence {\displaystyle \sim _{R}\,\!} a naopak – {\displaystyle \sim _{R}\,\!} lze definovat pomocí rozkladu {\displaystyle R\,\!} takto:

{\displaystyle a\sim _{R}b\Leftrightarrow (\exists y\in R)(a\in y\land b\in y)\,\!}

Lidsky: dva prvky jsou ekvivalentní, pokud náleží do stejné množiny v rozkladu {\displaystyle R\,\!}
Označme {\displaystyle E(X)\,\!} množinu všech možných ekvivalencí na množině {\displaystyle X\,\!}.
Dá se ukázat, že relace {\displaystyle \subseteq \,\!} (tj. "být podmnožinou) se chová na množině {\displaystyle E(X)\,\!} úplně stejně, jako relace {\displaystyle \ll \,\!} na množině {\displaystyle R(X)\,\!}, jinými slovy:

Množina {\displaystyle R(X)\,\!} při uspořádání {\displaystyle \ll \,\!} je izomorfní s množinou {\displaystyle E(X)\,\!} při uspořádání {\displaystyle \subseteq \,\!}.

### Příklad množiny všech ekvivalencí
Vraťme se k tříprvkové množině {\displaystyle X=\{1,2,3\}\,\!} a spočítejme všechny ekvivalence, které na ní lze vytvořit. Žádný div, že jich je zase pět:
- {\displaystyle E(X)=\{E_{a},E_{b},E_{c},E_{d},E_{e}\}\,\!}
- {\displaystyle E_{a}=\{[1,1],[2,2],[3,3]\}\,\!}
- {\displaystyle E_{b}=\{[1,1],[2,2],[3,3],[1,2],[2,1]\}\,\!}
- {\displaystyle E_{c}=\{[1,1],[2,2],[3,3],[1,3],[3,1]\}\,\!}
- {\displaystyle E_{d}=\{[1,1],[2,2],[3,3],[2,3],[3,2]\}\,\!}
- {\displaystyle E_{e}=\{[1,1],[2,2],[3,3],[1,2],[2,1],[1,3],[3,1],[2,3],[3,2]\}\,\!}

Není ani příliš překvapivé, že mezi těmito ekvivalencemi platí stejné vztahy, jako mezi rozklady – tak už to u izomorfních struktur chodí:
- {\displaystyle E_{a}\subseteq E_{b}\subseteq E_{e}\,\!}
- {\displaystyle E_{a}\subseteq E_{c}\subseteq E_{e}\,\!}
- {\displaystyle E_{a}\subseteq E_{d}\subseteq E_{e}\,\!}
- {\displaystyle E_{b},E_{c},E_{d}\,\!} nelze porovnat

## Množina všech rozkladů jako úplný svaz
Na závěr ještě podotkněme, že množina všech rozkladů s uspořádáním pomocí zjemnění tvoří algebraickou strukturu nazývanou úplný svaz – lze na ní tedy zavést operace součtu a součinu a s rozklady počítat podobně, jako by to byla čísla.